# 17215 Slivan
17215 Slivan (2000 AG238) là một tiểu hành tinh vành đai chính. Nó được đặt theo tên Professor Steve Slivan, from Wellesley College và MIT. 